# West Point (Indiana)
West Point es un lugar designado por el censo ubicado en el condado de Tippecanoe en el estado estadounidense de Indiana. En el Censo de 2010 tenía una población de 594 habitantes y una densidad poblacional de 47,23 personas por km².

## Geografía
West Point se encuentra ubicado en las coordenadas 40°20′28″N 87°2′36″O / 40.34111, -87.04333. Según la Oficina del Censo de los Estados Unidos, West Point tiene una superficie total de 12.58 km², de la cual 12.58 km² corresponden a tierra firme y (0%) 0 km² es agua.

## Demografía
Según el censo de 2010, había 594 personas residiendo en West Point. La densidad de población era de 47,23 hab./km². De los 594 habitantes, West Point estaba compuesto por el 98.82% blancos, el 0.17% eran afroamericanos, el 0% eran amerindios, el 0% eran asiáticos, el 0% eran isleños del Pacífico, el 0% eran de otras razas y el 1.01% pertenecían a dos o más razas. Del total de la población el 2.53% eran hispanos o latinos de cualquier raza.